# بليكان باي
بليكان باي (بالإنجليزية: Pelican Bay, Texas)‏ هي مدينة تقع في مقاطعة تارانت، تكساس بولاية تكساس في شمال شرق الولايات المتحدة. تبلغ مساحة هذه المدينة 1.7 (كم²)، وترتفع عن سطح البحر 213 م، بلغ عدد سكانها 1547 نسمة في عام 2010 حسب إحصاء مكتب تعداد الولايات المتحدة .

## وصلات خارجية
- http://cityofpelicanbay.com/
- The US50 - Cities and Towns in Texas State